# Acacia caerulescens
Acacia caerulescens é uma espécie de leguminosa do gênero Acacia, pertencente à família Fabaceae.